# نیوشو (میزوری)
نیوشو (به انگلیسی: Neosho) شهری در شهرستان نیوتون ایالت میزوری است که جمعیت آن در سرشماری سال ۲۰۱۰ میلادی ۱۱٫۸۳۵ نفر بوده است.